# María Eugenia Brizuela de Ávila
María Eugenia Brizuela de Ávila (San Salvador, El Salvador,  31 de octubre de 1956) es una abogada salvadoreña que fue ministra de Relaciones Exteriores para el país entre 1999 y 2004.Fue la primera mujer presidenta de un banco privado,la primera mujer en dirigir una compañía de seguros, y una de las primeras mujeres en ser nombrada miembro del Consejo Directivo del Instituto Centroamericano de Administración de Empresas (INCAE). En el 2007 al 2015 se vuelve directora de Sustentabilidad Corporativa en HSBC para América Latina. Actualmente es coach ejecutiva y miembro de juntas directivas a nivel local, regional y mundial. 

## Biografía
Nació el 31 de octubre de 1956 en San Salvador, El Salvador. En 1975, completó sus estudios secundarios en la Escuela americana de El Salvador.Asistió a la Universidad de Ginebra, donde estudio francés y se licenció en lengua y civilización francesa en la Sorbona de París en 1976. Estudió Derecho en la Universidad José Matías Delgado y en 1982 se graduó con honores, convirtiéndose en la cuarta generación en su familia en obtener un título de abogado.Luego obtuvo una maestría en Administración de Empresas del Instituto Centroamericano de Administración de Empresas.Tiene estudios sobre seguros en Swiss Insurance Institute Zurich. 
Trabajó como ejecutiva de seguros, convirtiéndose en la primera mujer en El Salvador en ocupar la presidencia de una compañía de seguros, Internacional de Seguros, donde trabajó de 1996 a 1999.En 1999, fue nombrada ministra de Relaciones Exteriores. Fue la primera mujer en dirigir el ministerio. En 2000, la Comisión Interamericana de Mujeres celebró la primera Reunión Ministerial Hemisférica sobre el Avance de la Mujer. Brizuela, y delegados de otros 33 países de la América asistieron para crear y adoptar la estrategia de las mujeres para el siglo XXI.  Permaneció en el servicio del gobierno hasta 2004, cuando salió para ocupar el cargo de presidenta de Banco Salvadoreño, convirtiéndose en la primera mujer salvadoreña en dirigir un banco privado. En 2006, recibió el Premio al Profesional Distinguido del Año de su alma mater, la Universidad José Matías Delgado. 
Se unió a HSBC en 2006 como presidenta ejecutiva y se trasladó a directora regional en 2007. Ese mismo año, ganó la Palma de Oro, el premio más importante otorgado por la Cámara de Comercio e Industria de El Salvador. En 2008, se convirtió en directora de Sustentabilidad Corporativa en HSBC para América Latina. Entre sus tareas de pueden destacar la supervisión de los proyectos de desarrollo sostenible como una iniciativa climática en Brasil y el proyecto de plantación de árboles en Costa Rica. En 2009, Brizuela fue incluida en el American School Hall of Fame y recibió el premio de graduado más distinguido de INCAE.  En 2010 fue una de las primeras mujeres en ser nombrada miembro del Consejo Directivo del INCAE, siendo la primera mujer en ser Vicepresidente del consejo. 
Brizuela tiene doble nacionalidad, salvadoreña y suiza. Está casada con Ricardo Ávila y tiene tres hijos y tres nietos. 